# 요안 몽카다
요안 마누엘 몽카다 올리베라(스페인어: Yoan Manuel Moncada Olivera, 1995년 5월 27일 ~ )는 쿠바 출신의 야구 선수이자, 미국 메이저 리그에 소속된 시카고 화이트삭스의 내야수이다.